# Jahnhalle (Hamburg)

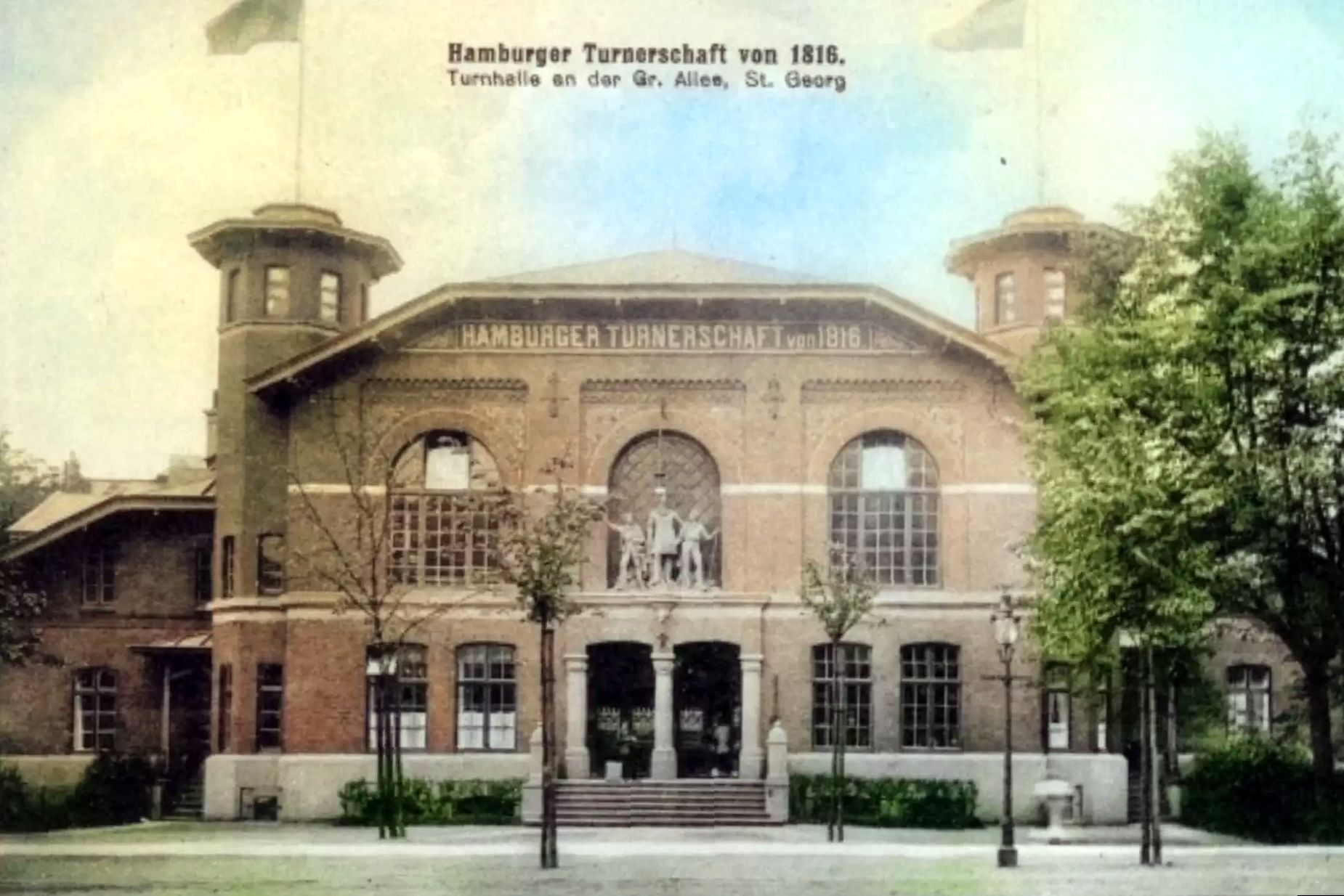
Jahnhalle in St. Georg um 1900

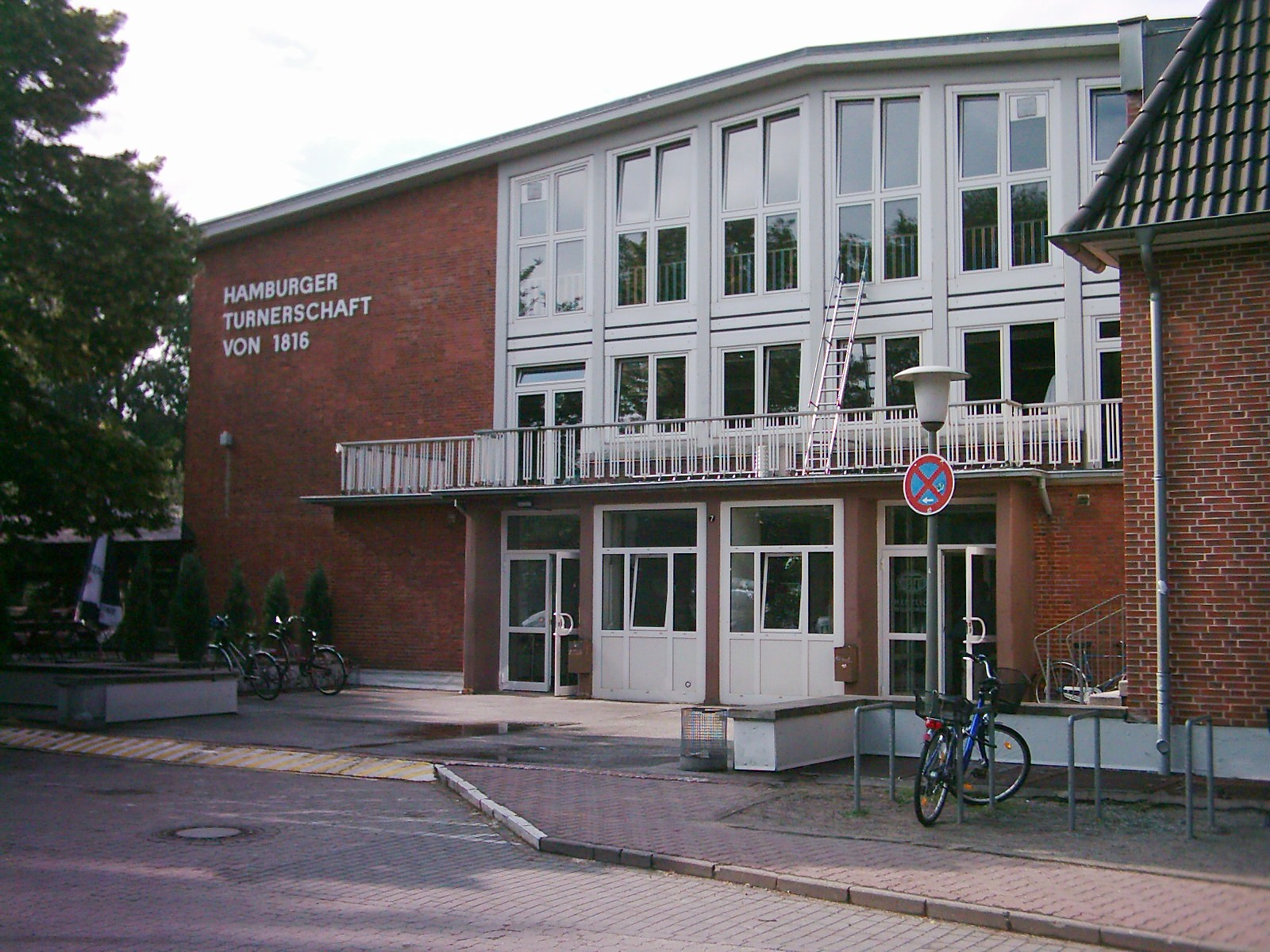
Neue Jahnhalle in Hamm (1959–2019)

Die Jahnhalle war eine nach Friedrich Ludwig Jahn benannte Turnhalle der Hamburger Turnerschaft von 1816 an der Großen Allee (heute Adenauerallee) im Hamburger Stadtteil St. Georg. Sie wurde 1888 anstelle eines kleineren Vorgängerbaus nach Plänen von Martin Haller erbaut und galt mit 1250 m2 damals als größte Vereinsturnhalle im Deutschen Kaiserreich. Der zweistöckige Bau war zum Teil in Backstein, zum Teil in Holzbauweise ausgeführt und enthielt neben einem großen Turnsaal (42 × 22 m) im Erdgeschoss, einem kleinen Turnsaal (16 × 13 m) im Obergeschoss sowie mehreren Nebenräumen auch Wohnungen für Turnlehrer und Hallenwart.
Die Halle war mehrfach Austragungsort von Veranstaltungen wie den Norddeutschen Turnmeisterschaften 1934. Im Zweiten Weltkrieg wurde sie 1942 bei einem Bombenangriff erheblich beschädigt und diente nach dem Krieg noch einige Zeit als Notunterkunft für Ausgebombte und Flüchtlinge. In den 1950er Jahren wurde sie zugunsten des neuen Zentralen Omnibusbahnhofs abgerissen. 1959 wurde am Sievekingdamm im Stadtteil Hamm eine neue Jahnhalle eingeweiht, die 2019 zugunsten eines neuen Sportzentrums abgerissen wurde. 